# Arjen van der Horst
Arjen van der Horst (1973) is een Nederlands tv-journalist.
Hij volgde begin jaren negentig de Academie voor de Journalistiek in Tilburg. Na zijn opleiding werkte hij in verschillende journalistieke functies. Sinds 2001 is Van der Horst in dienst bij de NOS, waar hij begon als redacteur buitenland voor het NOS Radio 1 Journaal. Later kreeg hij de functie buitenlandcoördinator bij de multimediale redactie van NOS Nieuws.
In 2007 vertrok hij naar Londen, waar hij de tweede correspondent was na Tim Overdiek. In juni 2008 ging Overdiek naar Hilversum, waarna Van der Horst hoofdcorrespondent werd. Zijn werkgebied omvatte zowel het Verenigd Koninkrijk als Ierland.
In het najaar van 2014 volgde Van der Horst Wessel de Jong op als correspondent voor Noord-Amerika voor de NOS. In de tijd van Barack Obama en Donald Trump was hij vaak op de Nederlandse tv, vaak vanuit het regeringscentrum Washington D.C., waar hij ook woonde.
In december 2020 vertrok hij weer uit de VS (na de presidentsverkiezingen) naar het Britse (Brexit tijd), waar hij o.a. voor de NOS gaat werken.